# Galeria Doria Pamphilj
A Galeria Doria-Pamphilj é um museus da cidade de Roma, a capital italiana, encontrando-se instalado no Palazzo Doria Pamphilj.
A maioria da colecção, que reúne obras de pintores como Tintoretto, Ticiano, Rafael Sanzio, Correggio, Caravaggio, Guercino, Gian Lorenzo Bernini, Parmigianino, Hans Memling, Velázquez, deriva da união de quatro das mais ricas e importantes famílias de Roma: a famíla Doria, a família Pamphilj (da qual descendia o Papa Inocêncio X), a família Landi e a família Aldobrandini.

## Ver também

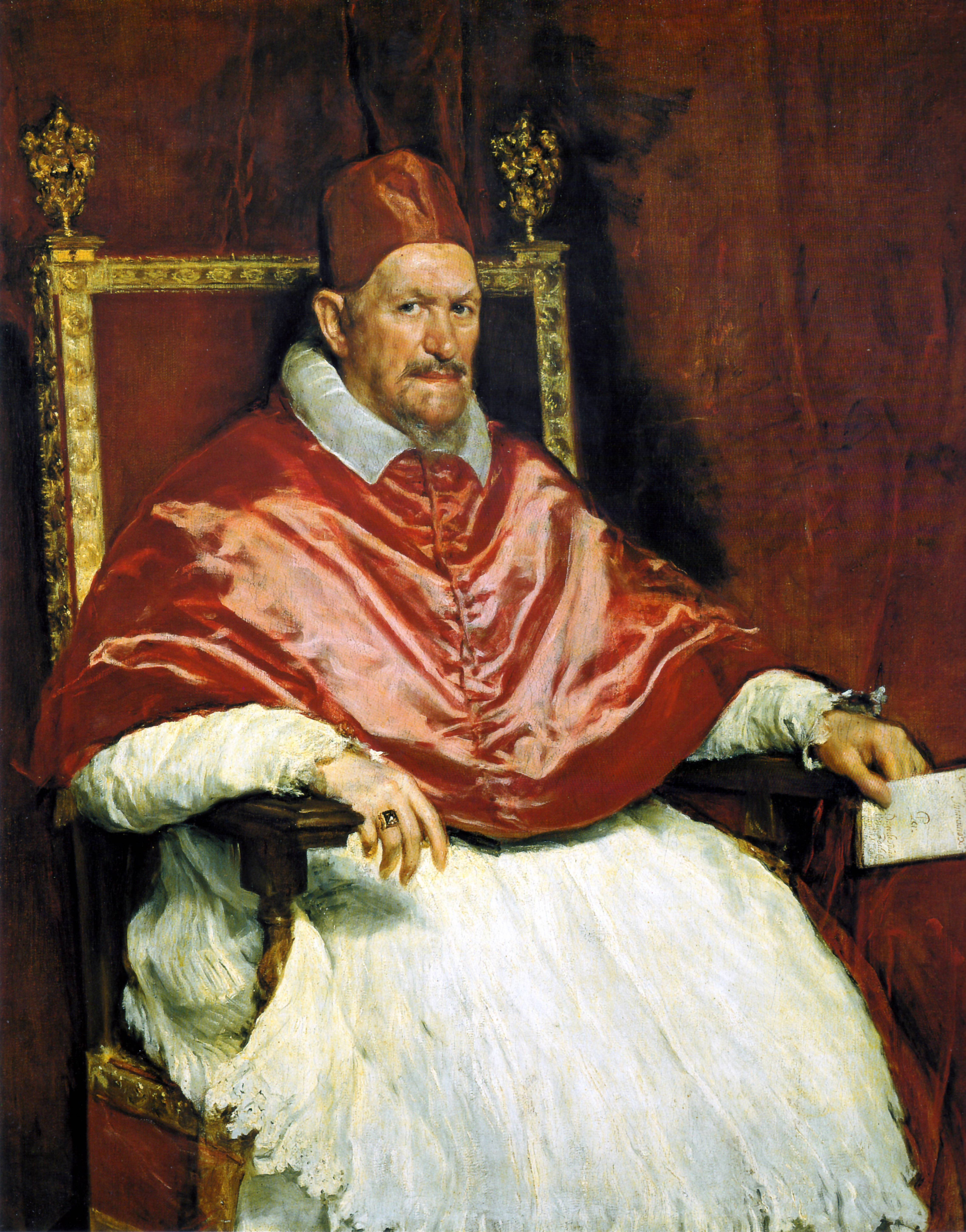
Diego Velázquez, Retrato do Papa Inocêncio X, Galeria Doria Pamphlj.

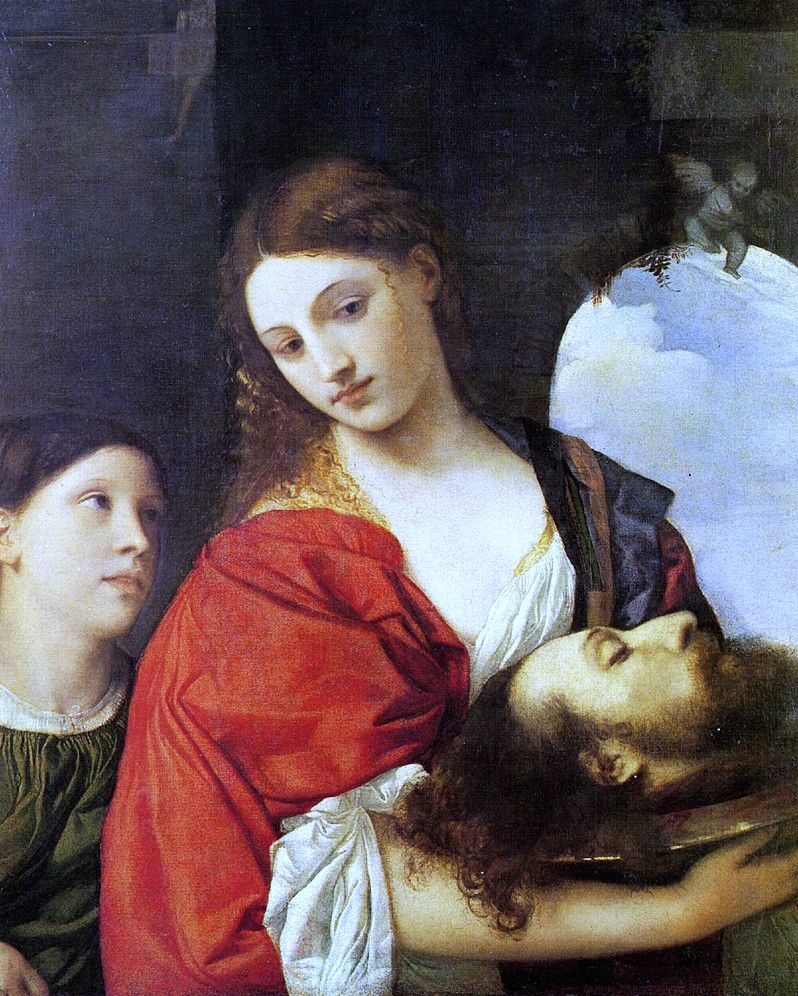
Salomé de Ticiano.